# Decisió sobre competència
La delegació de competències és un mecanisme previst en l'article 20 de la Llei 30/1992 de 26 de novembre de règim jurídic de les administracions públiques i del procediment administratiu comú pel qual els òrgans administratius que no es consideren competents en la resolució d'un assumpte concret poden remetre les actuacions a l'òrgan que consideri competent, si aquest pertany a la mateixa administració pública. De totes maneres, les persones interessades que formen part del procediment es poden adreçar tant a l'òrgan que conegui l'assumpte i demanar que remeti la competència a un òrgan competent o adreçar-se a l'òrgan que estimin competent perquè requereixi el coneixement de l'assumpte. Els conflictes d'atribucions només es poden suscitar entre òrgans d'una mateixa
administració no relacionats